# Bulgarian Air Charter

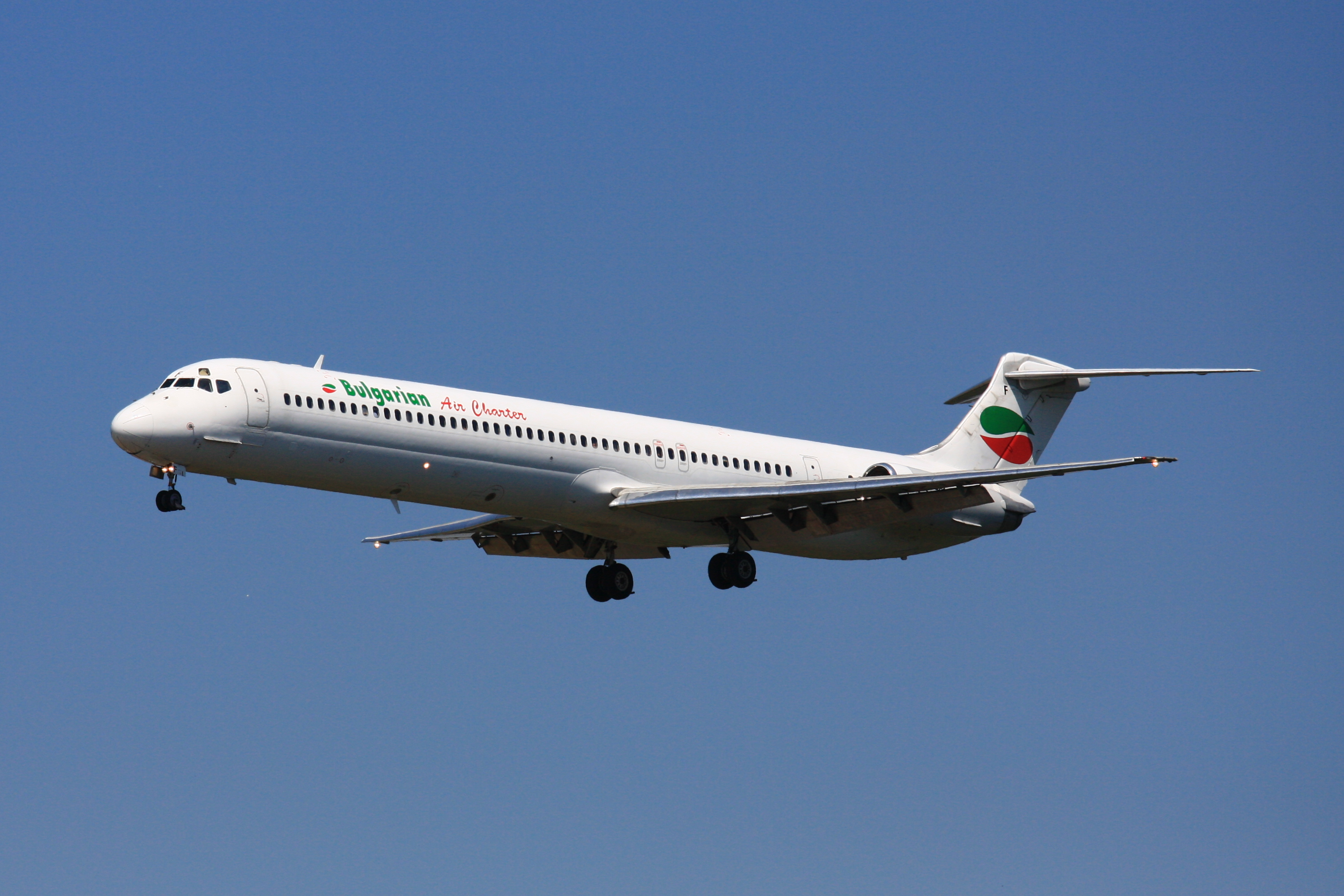
Máy bay MD-82 của Bulgarian Air Charter

Bulgarian Air Charter (mã IATA = 1T, mã ICAO = BUC) là hãng hàng không của Bulgaria, trụ sở ở Sofia. Hãng chở khách thuê bao cho các hãng du lịch giữa các thành phố châu Âu và Bulgaria. Căn cứ chính của hãng ở Sân bay Sofia, và các căn cứ khác ở Sân bay quốc tế Plovdiv, Sân bay Burgas và Sân bay Varna.

## Lịch sử
Bulgarian Air Charter được thành lập năm 2000 và bắt đầu hoạt động từ ngày 14.12.2000. Hãng do Aviation Service Group hoàn toàn làm chủ và có 240 nhân viên.

## Các nơi đến
Các nơi đến của Bulgarian Air Charter::
- Áo
  - Viên
- Bỉ
  - Brussels
- Bulgaria
  - Bourgas
  - Plovdiv
  - Varna
- Cộng hòa Séc
  - Brno
  - Ostrava
  - Pardubice
  - Praha
- Đan Mạch
  - Aarhus
  - Billund
  - Bornholm
  - Copenhagen
- Pháp
  - Brest
  - Lille
  - Lyon
  - Marseille
  - Mulhouse
  - Nantes
  - Paris
- Đức
  - Berlin
  - Berlin
  - Bremen
  - Köln
  - Dortmund
  - Dresden
  - Düsseldorf
  - Erfurt
  - Frankfurt
  - Hamburg
  - Hanover
  - Leipzig
  - München
  - Münster
  - Nürnberg
  - Paderborn
  - Rostock
  - Stuttgart
- Hungary
  - Budapest
- Israel
  - Tel Aviv
- Ba Lan
  - Warsaw
- Slovakia
  - Bratislava
  - Kosice
  - Poprad
  - Sliac

## Đội máy bay
(Tháng 5/2008):
- 6 McDonnell Douglas MD-82 (1 bay cho Club Air)
- 6 McDonnell Douglas MD-83
- 1 Tupolev Tu-154M (cho Red Wings Airlines thuê)

Tính tới ngày 3.6.2008, tuổi trung bình các máy bay của Bulgarian Air Charter là 19.3 năm().